# Claudio Arrau
Claudio Arrau León, född 6 februari 1903 i Chillán, Chile, död 9 juni 1991 i Mürzzuschlag, Steiermark, Österrike, var en chilensk pianist.
Arrau anses som en av 1900-talets främsta pianister, kanske den främsta av alla, och var känd för sina interpretationer av musik från barock till vår tid.

## Biografi
Arrau var yngst av tre barn. Föräldrarna var Don Carlos de Arrau och Lucretia León de Arrau. Modern, som var 43 år då Claudio föddes, var pianolärare. Fadern var ögonläkare i Chillán och omkom i en ridolycka då Claudio bara var ett år.
Redan vid fem års ålder framträdde Claudio Arrau offentligt. Ett stipendium från den chilenska regeringen möjliggjorde att han fortsatte sina studier 1913 i Berlin, vid Sternska konservatoriet. Hans lärare Martin Krause som själv var en av Franz Liszts sista elever, kom att bli inte bara Arraus pianolärare, utan sörjde också för att Arrau fick en omfattande utbildning. Då Arrau var 15 år dog Krause. Av respekt för sin lärares och dennes, på Liszt baserade, pedagogik avstod han från vidare undervisning och utvecklade själv sin teknik och musikalitet.
Efter en USA-turné 1923-1924 genomgick Arrau en personlig kris som han övervann med hjälp av en psykoanalytiker i Berlin. Mellan 1925 och 1940 var Arrau lärare vid Stern’sches Konservatorium i Berlin. Sin första skivinspelning gjorde han 1926 och 1928 gav han sin första konsert tillsammans med Berlinfilharmonikerna. Mellan 1935 och 1937 konserterade han med samtliga klaververk av Bach, Mozart och Schubert.
Han gifte sig 1937 med mezzosopranen Ruth Schneider från Frankfurt och paret fick tre barn.
Under andra världskriget emigrerade Arrau till USA. Under de därpå följande decennierna turnerade han över hela världen och gav över hundra konserter varje år. Han lärde känna Albert Einstein och de brevväxlade under Arraus långturnéer. År 1967 grundade han Claudio-Arrau-stiftelsen vars uppgift var att stötta unga musiker. Arrau avled vid 88 års ålder i Österrike då han skulle ge en konsert vid öppnandet av Johannes Brahms-museet i Mürzzuschlag.
Arrau var en synnerligen beläst och bildad person, som intresserade sig för många kulturella och andliga strömningar och på så vis en av de sista företrädarna för en allmänbildad och romantisk konstnärstyp.

## Repertoar
Som pianovirtuos under 80 år arbetade sig Arrau igenom en enorm repertoar som omfattade tonsättare från såväl klassicismen, som romantiken och impressionismen. Arrau var en av de första pianister som gav sig på att spela in tonsättares samtliga verk. Han ansåg att man alltid måste spela alla delar i en pianocykel. Han ville inte fastna i en musikalisk epok. Han ansåg att en musiker måste kunna tolka all musik; de som fastnade i en epok var dilettanter. 
Hans tolkningar av Beethovens sonater är lika berömda som de av Liszt och Debussy och den franske skriftställaren Juilen Green betecknade Arrau som den störste uttolkaren av Robert Schumanns musik.
Under hela sin levnad undervisade Arrau ett stort antal elever. Bland dessa fanns bland andra Donald Sutherland, Rafael de Silva, Roberto Szidon, Greville Rothon, Philip Lorenz och Wolfgang Leibnitz.

## Diskografi
Bland de otaliga inspelningarna kan nämnas följande:
- Albéniz: Iberia (olika bolag)
- Bach: Goldbergvariationerna (RCA)
- Beethoven: De 32 Pianosonaterna (Philips Classics)
- Beethoven: Pianokonserterna nr.  1 - 5 med Sir Colin Davis och Staatskapelle Dresden (Philips Classics)
- Brahms: Pianokonsert nr. 1 och 2  med Carlo Maria Giulini och Philharmonia Orchestra London (EMI)
- Chopin: 24 etyder (EMI)
- Chopin: Pianokonsert nr. 1 och 2 med Eliahu Inbal och London Philharmonic Orchestra (Philips Classics)
- Chopin: Nocturnes (Philips Classics)
- Chopin: Valser (Philips Classics)
- Chopin: 26 preludier, 4 impromtu (Philips Classics)
- Mozart: Pianosonaterna (Philips Classics)
- Schumann: bland annat Carnaval (Philips Classics)

## Utmärkelser
- 1919 Lisztpriset
- 1920 Lisztpriset
- 1927 Första pris vid pianotävlingen i Genève
- 1978 Berliner Philharmonikernas Hans von Bülowmedalj